# Ворен (Масачусетс)
Ворен (енгл. Warren) насељено је место без административног статуса у америчкој савезној држави Масачусетс.

## Демографија
По попису из 2010. године број становника је 1.405, што је 47 (-3,2%) становника мање него 2000. године.
| Група             | 2000.         | 2010.         |
| Белци             | 1.418 (97,7%) | 1.335 (95,0%) |
| Афроамериканци    | 7 (0,5%)      | 9 (0,6%)      |
| Азијати           | 3 (0,2%)      | 0 (0,0%)      |
| Хиспаноамериканци | 12 (0,8%)     | 35 (2,5%)     |
| Укупно            | 1.452         | 1.405         |